# Naveed Mukhtar
Naveed Mukhtar (ourdou : نويد مختار) est un militaire pakistanais. Il a été directeur-général de l'Inter-Services Intelligence (ISI), les puissants services de renseignement de l'armée, du 7 décembre 2016 au 25 octobre 2018. Il remplace à ce poste Rizwan Akhtar puis Asim Munir lui succède.

## Carrière

### Directeur général de l'ISI
Le 7 décembre 2016, Naveed Mukhtar est nommé directeur-général de l'Inter-Services Intelligence (ISI), les puissants services de renseignement de l'armée, en remplacement de Rizwan Akhtar. Il est nommé par le Premier ministre Nawaz Sharif, dans le contexte d'une importante transition au sein de l'armée. En effet, il est nommé en même temps que beaucoup d'autres hauts postes quelques jours après la prise de fonction du nouveau chef de l'armée Qamar Javed Bajwa.
Le 25 octobre 2018, il atteint l'âge de la retraite et est remplacé par Asim Munir. 